# The Best of The Velvet Underground: The Millennium Collection
The Best of The Velvet Underground: The Millennium Collection è una raccolta del gruppo rock statunitense The Velvet Underground. Inizialmente venne pubblicata solo per il mercato del Nord America dalla Polydor Records nell'ottobre 2000 come parte della loro collana economica "20th Century Masters" che celebrava alcuni degli artisti rock più celebri del secolo appena terminato. In seguito l'album è stato pubblicato anche in Europa con vari titoli e copertine diverse.

## Descrizione
The Best of The Velvet Underground: The Millennium Collection è una raccolta di canzoni in ordine cronologico attraverso gli album di studio e gli album live che la band registrò per la Verve Records, la MGM Records e la Mercury Records (ora tutte parte della Universal Music Group). Il ridotto budget per la compilazione del disco non permise di includere anche brani dall'album Loaded di proprietà della Atlantic Records, così la Polydor, l'etichetta discografica che detiene i diritti del materiale dei Velvet Underground, supplì alla mancanza utilizzando l'abituale tattica di includere le versioni dal vivo di Sweet Jane e Rock and Roll.
A differenza di molti altri "greatest hits" dei Velvet Underground, la raccolta contiene finalmente anche l'epica Sister Ray; anche se, la sua lunga durata di ben 17 minuti e 22 secondi, tolse la possibilità ad altri validi brani di finire sul disco. In aggiunta, la compilation trascura del tutto le canzoni cantate da Nico sull'album The Velvet Underground & Nico.
In Gran Bretagna, l'album venne velocemente rimpiazzato nei negozi da un'altra raccolta economica, Rock and Roll: an Introduction to The Velvet Underground, con una differente selezione dei brani.
In molti paesi europei, il disco venne ripubblicato sotto diversi titoli e con copertine differenti ma lasciando intatta la scaletta dei brani. Alcuni esempi sono: Classic Velvet Underground (edizione europea dell'album edita dalla Polydor/UMG nella collana Universal Masters Collection), Millennium Edition (Germania), e Velvet Underground (Francia). Stranamente, sia l'edizione Americana che quella Europea vennero distribuite in simultanea sul mercato Europeo, differenziandosi solo per la copertina diversa (e il numero di catalogo).

## Tracce
Tutti i brani sono opera di Lou Reed tranne Sister Ray scritta da Lou Reed, John Cale, Sterling Morrison e Maureen Tucker.
1. I'm Waiting for the Man – 4:38
2. Run Run Run – 4:20
3. Heroin – 7:10
4. White Light/White Heat – 2:44
5. Sister Ray – 17:22
6. Beginning to See the Light – 4:38
7. What Goes On – 4:52
8. Pale Blue Eyes – 4:38
9. I Can't Stand It – 3:21
10. Sweet Jane (live) – 3:58
11. Rock and Roll (live) – 6:02

(1–3) da The Velvet Underground & Nico; (4–5) da White Light/White Heat; (6–8) da The Velvet Underground; (9) da VU; (10–11) da 1969: Velvet Underground Live with Lou Reed.

## Formazione
The Velvet Underground
- Lou Reed – voce, chitarra, pianoforte in White Light/White Heat
- Sterling Morrison – chitarra, cori
- Maureen Tucker – percussioni
- John Cale – viola elettrica, basso, cori, organo in Sister Ray (1–5)
- Doug Yule – basso, cori, organo in What Goes On (6–11)

Staff tecnico
- Andy Warhol – produttore (1–3)
- Tom Wilson – produttore (4–5)
- The Velvet Underground – produttori (6–11)